# 豊和M1500
豊和M1500（ほうわM1500）は、日本の豊和工業が開発したボルトアクション方式のライフル。狩猟用の銃として国内および海外で販売されているほか、日本の警察ではSATなどで狙撃銃として採用されている。海外向けにはHowa Model 1500 Rifleの名称で販売している。

## 概要
M1500は、豊和工業がかつて製造していた狩猟用ライフルのゴールデンベアをフルモデルチェンジしたものである。
設計の際には、豊和工業がOEM製造をしていたウェザビー マークVライフルを参考としている。
現在、国産では唯一の大口径ボルトアクションライフルであり、豊和工業を代表するライフルとして日本のみならず世界各国で販売されている。
ボルトアクションとしての機構上はモーゼル型1ピース構造、コックオン・オープニングに分類される。引き金は、精密射撃を意識した2ステージ・トリガーが採用されている。安全装置は引き金を固定する比較的初歩の形式であるが、引き金のみ固定する安全位置と引き金と同時にボルトも固定される安全位置を持つ米国特許取得の3ポジション方式が採用されている。装弾数は5発（マグナム口径は3発）であるが、着脱可能な箱型弾倉ではなく、レシーバー(機関部)内蔵型の固定弾倉を採用している。海外で販売されるモデルでは5発または10発の着脱式箱型弾倉に変更するオプションも用意されている。
銃身には64式7.62mm小銃で採用されているクロムメッキは施されていないが、国内に流通するM1500は全数豊和社内にて実射試験が施されており、新銃を買うと試験に使用したターゲット紙が付属してくる。
国内では通常銃身でオープンサイトが取り付けられたデラックス、バーミンター銃身でアイアンサイトが付属していないヘビーバレルが、それぞれ黒染め仕様、オールステンレス仕様の2仕様4モデル体制で販売されている。口径は22口径から30口径マグナムまで多数揃えられており、ユーザーの使用目的に応じて自由な選択ができるようになっている。なお、.30-06以下の口径はショートアクション、.300ウインチェスター・マグナム弾以上の口径はロングアクションとなり、機関部の全長が異なる仕様となっている。2011年(平成23年)にはHACT(Howa Actuator Controlled Trigger)と呼ばれる新型の2ステージ・トリガーシステムが採用され、2015年(平成27年)には、従来のショートアクションより更にボルトの可動範囲が短い、7.62x39mm弾等の短小弾に対応するミニアクションが登場、これ以降ショートアクションはスタンダードアクションと呼ばれるようになった。
海外においては銃身・機関部のみのバレルド・アクションの状態で他の銃器メーカーにOEM供給され、それぞれのメーカーの銃床を取り付け、他社のブランド名でバッジエンジニアリング販売されることが多い。ウェザビー社ではウェザビー バンガード、S&W社やモスバーグ社(1979年から1987年まで)、インターアームズ社ではM1500という名称で販売されていた。
海外向け仕様には1982年にM1500スタンダードの24インチ(約60cm)銃身を22インチ(約56cm)に短縮、スコープでの運用を前提としてヘビーバレルと同様にアイアンサイトを省略して軽量化したM1700LS、1985年にはモスバーグからのリクエストでM1500をベースに最初から5発箱弾倉仕様とされたM1550が追加販売された事もあるが、現在では両方とも製造終了となっている
。なお、海外で販売されたモデルのうち、初期に出荷された個体にはボルトを誤って組付できてしまう欠陥があり、対象のシリアルナンバーについてはボルトの無償交換を行っている。なお、リンク先ではリコール対象のM1500について1970年から1993年までに販売されたもののうちと記述されているが、ウェザビーではM1500の前身である豊和ゴールデンベアが、M1500同様にウェザビー バンガードの名称で1970年から1979年まで販売された経歴がある為、何らかの混同が起きているものとみられる。
M1500は海外では比較的安価ながらも日本の工業製品らしく精巧・堅牢に作られている事が評価され、アフターパーツも販売されるなどある程度の人気がある。海外の愛好家による実射試験では、800ヤード（730メートル）先の空き缶の狙撃に成功したとされる映像も公開されている程である。アメリカにて、銃の売り手と買い手をマッチングする「GunBroker.com」での売り上げランキングによれば、豊和M1500は、2020年のボルトアクションライフルにおいて、19位の売り上げを記録している。
一方、国内市場においてはレミントンを始めとする、よりブランド力・価格競争力のある海外メーカーのライフル銃に圧され、販売数は伸び悩んでいる。そのため、M1500の多くはバレルドアクションで輸出されているのが現状である。
なおM1500の情報は豊和工業の日本語サイトにはなく、英語版サイトに記載された簡単な説明のみである。

## 日本警察における運用
M1500は本来は狩猟用であるが、日本の警察では同銃のバーミントハンティングモデル（害獣駆除仕様）を狙撃銃として採用している。
豊和工業ではバーミントハンティングモデルをヘビーバレルと呼称している。M1500ヘビーバレルは、射撃の熱で銃身が変形することを防ぐため、通常より厚く重い銃身を採用している。なお、ほかの銃器メーカーが製造するバーミンターモデルも、M1500と同様に専用の銃身（バーミンター銃身）を使用している。
また、日本警察では、拳銃以外の装備を特殊銃と規定しており、M1500の装備品名は特殊銃I型である。この銃は木製の銃床に、二脚と照準器（スコープ）を装着している。
M1500は、SATや銃器対策部隊、福井県警察の原子力関連施設警戒隊などに配備されている。

## ウクライナにおける運用
ウクライナ陸軍特殊部隊第3連隊に狙撃銃として『ホーグ20』と呼ばれるタイプが採用された。使用弾薬は.308ウィンチェスター弾で、マウントがピカティニーレールに変更されている。またウクライナ内務省管轄の国家警備隊アゾフ大隊での使用も確認されている。

## 登場作品

### 漫画・アニメ
『緋弾のアリア』
狙撃科の女子が水中騎馬戦で使用する。
『名探偵コナン』
「探偵事務所籠城事件」にて出動したSATの狙撃支援班が装備する。

### 小説
『ライフルバード 機動隊狙撃手』
深見真の小説。序盤の銀行襲撃事件に際し、熊本県警察銃器対策部隊に所属する主人公・大谷浩二が使用する。
『少年と犬』
馳星周の小説。短編「老人と犬」の中で、島根県の老猟師である片野弥一の愛銃として登場する。